# 黃肉桂輪盾介殼蟲
黃肉桂輪盾介殼蟲（学名：Aulacaspis actinodaphnes）为盾介殼蟲科輪盾介殼蟲屬下的一个种。